# Pablo Solarz
Pablo Solarz (Buenos Aires, 9 de diciembre de 1969) es un guionista y director cinematográfico argentino internacionalmente conocido gracias a su película hispano-argentino-polaca El último traje, protagonizada por Miguel Ángel Solá en el año 2017 y que fue candidata a los Premios Goya 2018.

## Biografía
Pablo Solarz se licenció en la Escuela de Teatro de Buenos Aires y ha trabajado como actor de teatro. Ha sido director de teatro y profesor en este campo en Argentina, México y Colombia.
Tras estudiar cine en Chicago, volvió su país natal, donde ha desarrollado principalmente su carrera.
Es docente en la carrera de cine de la Escuela 'Altos de Chavón', de República Dominicana, y se ha desempeñado como tutor en el concurso Desarrollo de Guiones del INCAA.

## Filmografía como guionista (selección)
Entre sus trabajos como guionista destacan la serie televisiva Por ese palpitar y las películas siguientes:
- 2003. Historias mínimas,[6] de Carlos Sorín
- 2008. El frasco, de Alberto Lecchi
- 2008. Un novio para mi mujer, de Juan Taratuto
- 2008. ¿Quién dice que es fácil?
- 2011. Juntos para siempre
- 2016. Me casé con un boludo
- 2017. El último traje[7]

## Cortometrajes (selección)
- 2005. El loro

## Filmografía como director
- 2011. Juntos para siempre
- 2017. El último traje[8]